# Robert Marshall (Snookerspieler)
Robert Marshall (* 25. August 1964) ist ein ehemaliger englischer Snookerspieler, der zwischen 1987 und 1996 für neun Saisons Profispieler war. In dieser Zeit erreichte er unter anderem das Halbfinale der British Open 1990 und Rang 46 der Weltrangliste. Nach dem Ende seiner Profizeit wurde er 1997 Vize-Sieger der English Amateur Championship und gewann 2013 zusammen mit Anthony Harris den Senioren-Wettbewerb des IBSF World Team Cups.

## Karriere
Der in Preston wohnende Marshall begann sich durch TV-Aufnahmen in den 1970ern und 1980ern für den Sport zu interessieren, weshalb sein Vater ihn zu einem lokalen Snookerclub mitnahm, wo Marshall mit dem Snookerspiel begann. 1982 wurde er aber erstmal britischer U19-Meister im English Billiards. 1983 machte er erstmals auf sich aufmerksam, als er eine der letzten Qualifikationsrunden der English Amateur Championship erreichte. Bereits 1985 zog er bis ins Finale der Qualifikation ein, verlor aber gegen Terry Whitthread. Noch im selben Jahr nahm er erstmals an der Amateurweltmeisterschaft teil und überstand trotz einiger Niederlagen die Gruppenphase und schließlich auch die ersten Spiele der Hauptrunde, bevor er im Halbfinale gegen Dilwyn John verlor. Im nächsten Jahr verpasste er bei der englischen Meisterschaft einen erneuten Einzug ins Finale der Qualifikation statt und verlor im Halbfinale gegen Anthony Harris. Einige Zeit zuvor hatte er erstmals an der WPBSA Pro Ticket Series teilgenommen, an deren Events er bis 1986 regelmäßig teilnahm. Beim zweiten Event für die Saison 1987/88 glückte ihm seine erste Finalteilnahme, verlor aber gegen den Waliser Terry Parsons. Dieser verzichtete aber später auf die Startberechtigung für die Profitour, sodass Marshall selbst kurze Zeit später Profispieler wurde.

### Profijahre
Marshalls erste Profisaison, die Spielzeit 1987/88, verlief insbesondere bei den Turnieren mit Einfluss auf die Snookerweltrangliste miserabel für Marshall; lediglich beim Non-ranking-Turnier English Professional Championship erreichte er mit der Runde der letzten 32 die Hauptrunde. Platziert auf Platz 119 der Weltrangliste, musste er an den Professional Play-offs 1988 teilnehmen, wo er seinen Herausforderer Darren Clarke allerdings deutlich besiegen konnte. Dadurch konnte er auch an der nächsten Saison teilnehmen, bei der er zwar auch bei einigen Non-ranking-Turnieren, aber vor allem bei den Ranglistenturnieren Classic und British Open die Hauptrunde erreichen konnte; bei den British Open war sogar erst in der Runde der letzten 32 Schluss. Folglich konnte er sich auf der Weltrangliste deutlich verbessern und belegte nun Rang 70.
Dieses Niveau konnte sich in der Saison 1989/90 etablieren. Bei den International Open stellte er zudem mit dem Achtelfinale ein neues Rekordergebnis auf, was er aber bei den British Open einige Monate später direkt überbieten konnte. Bei diesen zog er unter anderem mit einem Sieg über Ex-Weltmeister Joe Johnson ins Halbfinale ein und verlor erst dort gegen den späteren Überraschungs-Turniersieger Bob Chaperon aus Kanada. Später beendete Marshall die Saison mit einer Teilnahme an der vorletzten Qualifikationsrunde der Snookerweltmeisterschaft. Wegen seiner guten Ergebnisse bestätigte sich auch der Vorjahrestrend der Weltrangliste und Marshall verbesserte sich weiter auf Rang 46. Bei unverändertem Niveau hielt aber auch die folgende Saison neben der Runde der letzten 32 der British Open einen Höhepunkt für Marshall bereit, als er in der Qualifikation für die Snookerweltmeisterschaft dreimal mit 10:9 gewinnen konnte und sich dadurch zum einzigen Male für die WM-Hauptrunde im Crucible Theatre von Sheffield qualifizieren konnte. In dieser unterlag er allerdings unverzüglich Dean Reynolds. Dennoch half ihm dieser Erfolg dabei, seinen 46. Ranglistenplatz zu halten.
In der Saison 1991/92 folgte bei Marshall jedoch ein Formeinbruch und er kam nie über die Runde der letzten 64 hinaus. Nachdem er in der anschließenden Spielzeit bei Ranglistenturnieren nie und ansonsten nur ein paar Mal eine Runde der letzten 64 erreicht hatte, dafür aber beim zweiten Event der Strachan Challenge nicht nur das Achtelfinale erreicht, sondern auch mit einem 135er-Break das höchste Break seiner Karriere gespielt hatte, rutschte er auf der Weltrangliste auf Platz 93 ab. Im Laufe der Saison 1993/94 zog Marshall zwar beim ersten Event der Strachan Challenge in die Runde der letzten 32 ein, erreichte aber bei Ranglistenturnier nur ein einziges Mal eine Runde der letzten 96. Somit stürzte er auf Rang 150 der Weltrangliste ab. Nachdem er in der nächsten Saison konstant in den ersten Qualifikationsrunden verloren hatte und lediglich bei den Thailand Open mit der Runde der letzten 64 eine höhere Runde erreicht hatte, verschlechterte er sich auf Rang 162, bestritt im Folgenden keine weiteren Profispiele mehr und verlor zum Ende der Saison 1995/96 nach neun Profijahren Weltranglistenplatz und Profistatus.

### Nach der Profizeit
Bereits 1997 betätigte sich Marshall bereits wieder auf Amateurebene und nahm wieder an der English Amateur Championship teil, wo er diesmal zum zweiten Mal das Finale der Qualifikation erreichte. Dieses gewann er gegen Paul Foreman, wodurch er sich für das Endspiel um die Meisterschaft qualifizierte. In diesem musste er sich David Lilley geschlagen geben. Noch im selben Jahr nahm er an der Amateurweltmeisterschaft teil und unterlag erst im Achtelfinale der Hauptrunde dem Thailänder Sakchai Sim Ngam. Wenig später, schon im Jahr 1998, verlor er im Qualifikations-Halbfinale der englischen Meisterschaft. Er erkrankte jedoch, pausierte von daher erstmal und begann allerdings, sich als Trainer zu engagieren. Erst 2010 ließ er wieder als Snookerspieler von sich hören, als er am Pink Ribbon teilnahm und gegen Andy Hicks sein Auftaktspiel verlor. 2013 verlor er in der zweiten Runde der englischen Meisterschaft gegen James Cahill und musste sich bei den Bluebell Wood Open in der Amateurqualifikation noch in seinem Auftaktspiel geschlagen geben, erreichte aber bei der Amateurweltmeisterschaft für Senioren das Halbfinale. Beim Senioren-Event des IBSF World Snooker Team Cups zog er im selben Zeitraum zusammen mit seinem früheren Gegner Anthony Harris ins Finale ein und gewann das Turnier mit einem Sieg über die belgische Auswahl. 2016 folgte sein Debüt bei der World Seniors Championship, wo er in der zweiten Qualifikationsrunden Peter Lines unterlag. 2018 gewann er das Turnier der National Snooker Expo, dessen Trophäe anschließend nach ihm benannt wurde.

## Erfolge
| Ausgang         | Jahr | Turnier                                                                         | Finalgegner                      | Ergebnis |
| --------------- | ---- | ------------------------------------------------------------------------------- | -------------------------------- | -------- |
| Amateurturniere |      |                                                                                 |                                  |          |
| Sieger          | 1982 | Nationale U19-Meisterschaft im English Billiards                                | Kevin Walsh                      | 296:239  |
| Zweiter         | 1985 | English Amateur Championship – South                                            | Terry Whitthread                 | 4:8      |
| Zweiter         | 1985 | WPBSA Pro Ticket Series 87/88 1985 – Event 2                                    | Terry Parsons                    | 2:5      |
| Sieger          | 1988 | Professional Play-offs                                                          | Darren Clarke                    | 10:5     |
| Sieger          | 1997 | English Amateur Championship – South                                            | Paul Foreman                     | 5:2      |
| Zweiter         | 1997 | English Amateur Championship                                                    | David Lilley                     | 7:8      |
| Sieger          | 2013 | IBSF World Snooker Team Cup – Senioren-Wettbewerb (zusammen mit Anthony Harris) | Mario Van Herk Alain Vandersteen | 5:0      |